# David Bull (người dẫn chương trình truyền hình)
David Richard Bull (sinh ngày 9 tháng 5 năm 1969) là một bác sĩ y khoa người Anh, người dẫn chương trình truyền hình, tác giả và cựu chính khách, từng là thành viên của Nghị viện châu Âu (MEP) cho North West England từ năm 2019 đến năm 2020.
Bull đã làm việc trong truyền hình hơn hai mươi năm và đã làm việc cho các mạng lớn của Vương quốc Anh bao gồm BBC, ITV, Channel 4 và Channel 5, cũng như Living TV, Sky TV và Food Network. He also works on radio stations including BBC Radio 2, BBC Radio 5 Live, talkRADIO và LBC. Tín dụng của ông cho các chương trình truyền hình của Anh và Hoa Kỳ bao gồm The Jeremy Vine Show, Sugar Dome, Watchdog, The Alan Titchmarsh Show, Newsround, Most Haunted Live!, Richard & Judy, Tomorrow's World, và This Morning. Ông là một nhân vật chính trong The Wright Stuff trên Channel 5 và đã xuất hiện trên The Rachael Ray Show tại Hoa Kỳ. Ông đóng vai chính phim hài lãng mạn Cavemen năm 2013.
Năm 2006, Bull được đề cử là ứng cử viên của Đảng Bảo thủ cho Brighton Pavilion trong cuộc tổng tuyển cử sau đây. Ông đã từ chức năm 2009 để tiến hành đánh giá chính sách bảo thủ về sức khỏe tình dục, một lĩnh vực mà ông đã thẳng thắn và được thay thế bởi Charlotte Vere.
Bull là một MEP Đảng Brexit cho North West England, giữa cuộc bầu cử Nghị viện châu Âu 2019 và việc Vương quốc Anh rút khỏi EU vào ngày 31 tháng 1 năm 2020.

## Tuổi thơ
David Bull được sinh ra ở Farnborough, Kent, đến Richard và Pauline Bull, và chuyển đến Framlingham, Suffolk, lúc bốn tuổi với anh chị em Anthony và Katie. Tại Suffolk, Bull đã theo học tại Trường Dự bị Fairfield và sau đó là Trường Dự bị Ipswich trước khi tốt nghiệp trường Framlingham College. Tại Framlingham, Bull trau dồi sở thích về âm nhạc và kịch, và được làm Head of the Day Boys in the Upper Sixth, làm việc để chống lại bắt nạt.
Bull đã đến Trường Y khoa Bệnh viện St Mary tại Đại học Hoàng gia Luân Đôn, tốt nghiệp Cử nhân Y khoa, Cử nhân Phẫu thuật (MBBS) và bằng Cử nhân Khoa học hạng nhất (BSc) năm 1993. Ông là một nhân viên nhà đăng ký trước tại Bệnh viện St Mary ở Paddington và làm việc cho NHS trong lĩnh vực Y học cấp cứu tại Bệnh viện Ealing NHS Trust, và Y học Đa khoa và Cấp cứu tại Bệnh viện Whittington ở London.

## Đời tư
Bull là người đồng tính công khai. Năm 2007, ông xuất hiện tại cuộc diễu hành Brighton Pride mà ông thiết kế và mặc một chiếc áo phông với khẩu hiệu "Tôi đã come out... Tôi là một Tory", nói rằng có thể chấp nhận được là người đồng tính và Bảo thủ.